# La Main verte
La Main verte est un court métrage muet français réalisé par Henri Desfontaines sorti en 1910.

## Fiche technique
- Réalisation et scénario : Henri Desfontaines
- Pays : France
- Format : Muet - Noir et blanc - 1,33:1 - 35 mm
- Métrage : 232 m
- Date de sortie : 
  -  France - 1910

## Distribution
- Jeanne Grumbach
- Jacques Grétillat